# Děkanství brněnské
Děkanství brněnské je územní část brněnské diecéze s centrem v Brně. Zahrnuje 25 římskokatolických farností a 2 duchovní správy. Děkanství je starobylé a nově bylo vymezeno při reformě členění brněnské diecéze k 1. červenci 1999. V roce 2000 byla v děkanství zřízena nová farnost Brno-Žabovřesky, v roce 2005 farnost Brno-Lesná a v roce 2021 farnost Brno-Nová Líšeň.
Funkcí děkana vykonával od listopadu 1999 Václav Slouk, v letech 1999–2020 farář u sv. Jakuba v Brně a v letech 2020–2023 farář v Brně-Komárově. K 1. srpnu 2023 byl jmenován děkanem Vladimír Záleský, farář v Brně-Bystrci. Od 1. ledna 2020 do 30. září 2020 byl místoděkanem Jan Pacner.
Na území děkanství se nachází exemptní farnost Brno-dóm (s jednou duchovní správou), která nespadá pod žádné děkanství.

## Seznam farností
| Farnost                                   | Správce                                      | Farní kostel                             |
| ----------------------------------------- | -------------------------------------------- | ---------------------------------------- |
| Bílovice nad Svitavou                     | R. D. Vojtech Loub                           | sv. Cyrila a Metoděje                    |
| Brno-Bystrc                               | P. Mgr. Vladimír Záleský                     | sv. Jana Křtitele a sv. Jana Evangelisty |
| Brno-Husovice                             | P. Robert Klučka, OFM                        | Nejsvětějšího srdce Páně                 |
| Brno-Komárov                              | Mons. ThLic. Václav Slouk, Th.D.             | sv. Jiljí                                |
| Brno-Komín                                | R. D. Mgr. Marcel Javora                     | sv. Vavřince                             |
| Brno-Královo Pole                         | R. D. Josef Jahoda                           | Nejsvětější Trojice                      |
| Brno-Křenová                              | P. Dipl. Theol. Univ. Petr Polívka, ISch     | Neposkvrněného početí Panny Marie        |
| Brno-Lesná                                | R. D. Mgr. František Vavruša                 | bl. Marie Restituty                      |
| Brno-Lískovec                             | R. D. Petr Košulič                           | sv. Jana Nepomuckého                     |
| Brno-Líšeň                                | R. D. ThLic. Petr Šikula                     | sv. Jiljí                                |
| Brno-Nová Líšeň                           | administrátor excurrendo, Brno-Líšeň         | —                                        |
| Brno-Obřany                               | R. D. Mgr. Petr Šplouchal                    | sv. Václava                              |
| Brno-Řečkovice                            | R. D. Michal Seknička                        | sv. Vavřince                             |
| Brno-Staré Brno                           | P. Jozef Ržonca, OSA                         | Nanebevzetí Panny Marie                  |
| Brno-sv. Augustin                         | R. D. Mgr. Petr Vrbacký                      | sv. Augustina                            |
| Brno-sv. Jakub                            | R. D. Mgr. Jan Pacner                        | sv. Jakuba                               |
| → duchovní správa Brno-Jezuité            | P. Josef Stuchlý, SJ (rektor)                | Nanebevzetí Panny Marie                  |
| Brno-sv. Janů                             | P. Mgr. Vladimír Hubálovský, OFMConv.        | sv. Jana Křtitele a sv. Jana Evangelisty |
| → duchovní správa Brno-sv. Maří Magdaléna | R. D. Vojtech Loub                           | sv. Maří Magdalény                       |
| Brno-sv. Tomáš                            | Mons. Dr. Jan Mráz                           | sv. Tomáše                               |
| Brno-Tuřany                               | P. Mgr. Luboš Pavlů, CRV                     | Zvěstování Panny Marie                   |
| Brno-Zábrdovice                           | R. D. Mgr. Ing. Jiří Rous                    | Nanebevzetí Panny Marie                  |
| Brno-Žabovřesky                           | P. Mgr. Pavel Glogar, SDB                    | Panny Marie Pomocnice křesťanů           |
| Brno-Žebětín                              | R. D. Mgr. Jiří Bůžek, Dr.                   | sv. Bartoloměje                          |
| Brno-Židenice                             | R. D. Petr Beneš                             | sv. Cyrila a Metoděje                    |
| Ochoz u Brna                              | administrátor excurrendo, P. Petr Košák, SDB | sv. Václava                              |
| Vranov u Brna                             | P. Karel Hanslík, OM                         | Narození Panny Marie                     |

## Exemptní farnost na území děkanství
| Farnost                           | Správce                          | Farní kostel      |
| --------------------------------- | -------------------------------- | ----------------- |
| Brno-dóm                          | R. D. Pavel Šenkyřík             | sv. Petra a Pavla |
| → duchovní správa Brno-sv. Michal | R. D. Mons. Pavel Kafka (rektor) | sv. Michala       |